# IC 4153
IC 4153 је појединачна звијезда у сазвјежђу Береникина коса која се налази на листи објеката дубоког неба у Индекс каталогу.
Деклинација објекта је + 19° 2' 40" а ректасцензија 13h 4m 26,5s.